# Samboan
Samboan est une municipalité de la province de Cebu, au sud-ouest de l'île de Cebu, aux Philippines.

## Généralités
Elle est entourée des municipalités de Santander au sud, Ginatilan au nord, Oslob à l'est, et du Détroit de Tañon à l'ouest.
Elle est administrativement constituée de 15 barangays (quartiers/districts/villages) :
- Basak
- Bonbon
- Bulangsuran
- Calatagan
- Cambigong
- Camburoy
- Canorong
- Colase
- Dalahikan
- Jumangpas
- Monteverde
- Poblacion
- San Sebastian
- Suba
- Tangbo

Sa population en 2019 est d'environ 23 000 habitants.